# Soviet Strike
Soviet Strike é um jogo desenvolvido pela Electronic Arts para PlayStation em 1996, e para Sega Saturn em 1997.
O jogo se passa na União Soviética, e o jogador deve controlar um Helicóptero Apache.